# قطع (أحجار كريمة)

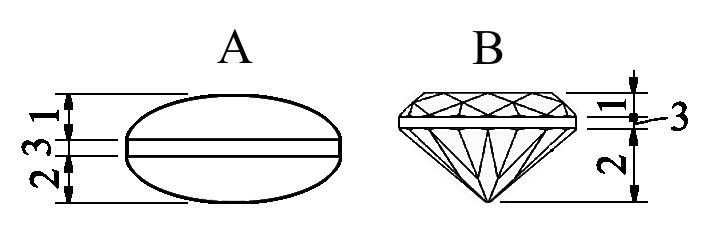
مخطط لأسلوب قطع حجر كريم

القطع في علم الجواهر هو تعريض الأحجار الكريمة الخام لعلميات تجليخ من أجل صياغتها وصقلها لتصبح على شكل جواهر، والتي تصاغ لاحقاً على شكل مجوهرات.
عادة ما تؤدي عمليات المعالجة من القطع والصقل إلى فقدان حوالي 50% من كتلة الحجر الخام، والتي تقدر عادة بالقيراط.
يعد أسلوب البرلنت من أحد الأساليب الشائعة لقطع الألماس على سبيل المثال.